# Зиновьева, Анна Евгеньевна
Анна Евгеньевна Зиновьева (род. 15 ноября 2004, Норильск) — российская волейболистка, центральная блокирующая. Игрок волейбольного клуба российской Суперлиги Протон (с 2024 года).

## Биография
Родилась 15 ноября 2004 года в Норильске Красноярского края. Первый тренер — Стрельников Олег Анатольевич. В 2018/2019 годах играла в СДЮСШОР Красноярска «Юность», тренировалась у Дубовецкой Надежды Александровны и Захаренко Елены Владимировны.
С 2019 года играла за молодёжную команду ВК «Динамо-Ак Барс».
Сезон 2023/2024 годов провела в волейбольном клубе высшей лиги «А» — «Динамо-Анапа».
В 2024 году перешла в российский клуб Суперлиги «Протон».

### Клубная карьера
- 2019—2022 —  «Динамо-Ак Барс»-УОР — молодёжная лига;
- 2023—2024 —  «Динамо-Анапа» (Анапа) — высшая лига А
- с 2024 —  «Протон» (Саратов) — суперлига.